# Hermann Görz
Hermann Görz (* 31. Januar 1861 in Mainz; † 9. November 1930 in Berlin-Grunewald) war ein deutscher Elektrotechniker und Unternehmer.

## Leben
Hermann Görz wurde 1861 als Sohn des späteren Oberlandesgerichtspräsidenten Joseph Görz und dessen Ehefrau Barbara Franziska Stumpf (1824–1885) in Mainz geboren. Er war der jüngere Bruder von Adolf Görz. Er war katholisch. Nach dem Besuch des Realgymnasiums in Mainz absolvierte er eine feinmechanische Lehre bei Rudolf Fuess in Berlin. Ab 1879 studierte er Mathematik und Physik und ab 1882 Elektrotechnik bei Erasmus Kittler an der TH Darmstadt. Görz gilt als erster Schüler von Erasmus Kittler. Nach dem Studienabschluss trat er 1884 als Ingenieur bei den städtischen Elektrizitätswerken in Berlin ein. 1887 wechselte er in die Leitung der AEG. Zuletzt war er dort stellvertretendes Vorstandsmitglied. 1893 wechselte er zu Siemens & Halske und leitete bis 1914 die russische Filiale in St. Petersburg. Görz modernisierte die dortigen Siemenswerke. Seine Maßnahmen wurden später in anderen Siemenswerken übernommen.
Nach Kriegsbeginn meldete sich Görz zum Heeresdienst und wurde 1916 zum Kriegsministerium nach Berlin abkommandiert. Hierdurch entwickelte er zahlreiche Kontakte zu verschiedenen Offizieren, die er später bei den Siemenswerken unterbrachte. Ab 1918 arbeitete er wieder bei Siemens & Halske in Berlin. Ab März 1919 leitete er das neu geschaffene Personalreferat und war dadurch für ca. 80.000 bis 100.000 Beschäftigte zuständig. Er entwickelte völlig neue Methoden der Personalbeurteilung und -bewirtschaftung. Einer seiner wichtigsten Mitarbeiter war Wolf-Dietrich von Witzleben. Die Leitung des Personalreferats hatte er bis zu seinem krankheitsbedingten Ausscheiden aus dem Unternehmen am 30. September 1930 inne.
Hermann Görz starb wenige Monate später im November 1930 in Berlin-Grunewald. Hermann Görz war seit 1897 mit Marie von Schulze-Hausmann (1875–1963) verheiratet.

## Ehrungen
- 1917: Geheimer Baurat in Hessen.
- 1926: Dr.-Ing. e. h. der TH Darmstadt.